# Freixo (Ponte de Lima)
Freixo é uma povoação portuguesa do Município de Ponte de Lima que foi sede da extinta Freguesia de Freixo, freguesia que tinha  5,44 km² de área e 1 209 habitantes (2011), e, por isso, uma densidade populacional de 2222 hab/km².
A Freguesia de Freixo foi extinta (agregada), pela última Reorganização administrativa do território das freguesias, de acordo com a Lei nº 11-A/2013 de 28 de Janeiro, tendo o seu território sido agregado ao das freguesias de Ardegão e Mato para constituir a Freguesia de Ardegão, Freixo e Mato com sede em Freixo.

## População
| População da freguesia de Freixo | População da freguesia de Freixo | População da freguesia de Freixo | População da freguesia de Freixo | População da freguesia de Freixo | População da freguesia de Freixo | População da freguesia de Freixo | População da freguesia de Freixo | População da freguesia de Freixo | População da freguesia de Freixo | População da freguesia de Freixo | População da freguesia de Freixo | População da freguesia de Freixo | População da freguesia de Freixo | População da freguesia de Freixo |
| -------------------------------- | -------------------------------- | -------------------------------- | -------------------------------- | -------------------------------- | -------------------------------- | -------------------------------- | -------------------------------- | -------------------------------- | -------------------------------- | -------------------------------- | -------------------------------- | -------------------------------- | -------------------------------- | -------------------------------- |
| 1864                             | 1878                             | 1890                             | 1900                             | 1911                             | 1920                             | 1930                             | 1940                             | 1950                             | 1960                             | 1970                             | 1981                             | 1991                             | 2001                             | 2011                             |
| 981                              | 935                              | 977                              | 1 055                            | 1 109                            | 1 127                            | 1 104                            | 1 390                            | 1 478                            | 1 273                            | 1 251                            | 1 377                            | 949                              | 1 262                            | 1 209                            |

| Distribuição da População por Grupos Etários | Distribuição da População por Grupos Etários | Distribuição da População por Grupos Etários | Distribuição da População por Grupos Etários | Distribuição da População por Grupos Etários | Distribuição da População por Grupos Etários | Distribuição da População por Grupos Etários | Distribuição da População por Grupos Etários | Distribuição da População por Grupos Etários | Distribuição da População por Grupos Etários |
| -------------------------------------------- | -------------------------------------------- | -------------------------------------------- | -------------------------------------------- | -------------------------------------------- | -------------------------------------------- | -------------------------------------------- | -------------------------------------------- | -------------------------------------------- | -------------------------------------------- |
| Ano                                          | 0-14 Anos                                    | 15-24 Anos                                   | 25-64 Anos                                   | > 65 Anos                                    |                                              | 0-14 Anos                                    | 15-24 Anos                                   | 25-64 Anos                                   | > 65 Anos                                    |
| 2001                                         | 218                                          | 199                                          | 630                                          | 215                                          |                                              | 17,3%                                        | 15,8%                                        | 49,9%                                        | 17,0%                                        |
| 2011                                         | 168                                          | 140                                          | 638                                          | 263                                          |                                              | 13,9%                                        | 11,6%                                        | 52,8%                                        | 21,8%                                        |

Média do País no censo de 2001:  0/14 Anos-16,0%; 15/24 Anos-14,3%; 25/64 Anos-53,4%; 65 e mais Anos-16,4%

## Economia
Vive predominantemente dos Serviços (Escola EB 2 e 3, Centro de Saúde, Veterinários, Fisioterapia e Beleza, GNR, Bombeiros, Balcão dos Correios, Caixa de Crédito Agrícola, Piscina municipal, Lar de Idosos e centro de dia «Lar Casa Magalhães» Casa do Povo, Centro INTERNET) do comércio (Restauração, Farmácia, Lojas de Ferragens e de Móveis, Vestuário, Calçado, Oficinas Auto) e de pequena indústria (confecções, serralharia, etc.).

## Património
- Paço de Curutelo ou Castelo de Curutelo
- Igreja Paroquial de Freixo
- Pelourinho Senhor dos Aflitos
- Capela de São Cristóvão
- Capela de São Sebastião